# Le Gouvernement de la République
 (juin 2025).
Si vous disposez d'ouvrages ou d'articles de référence ou si vous connaissez des sites web de qualité traitant du thème abordé ici, merci de compléter l'article en donnant les références utiles à sa vérifiabilité et en les liant à la section « Notes et références ».
 (juin 2025).
- Si vous ne connaissez pas le sujet, laissez ce bandeau (vous pouvez alors contacter les auteurs).
- Si vous supprimez le contenu mis en cause (vous pouvez préalablement contacter les auteurs),

argumentez précisément cette suppression dans la page de discussion
(un manque de référence n'est pas un argument ; une recherche réelle de référence doit avoir été effectuée, être formellement documentée).

Le Gouvernement de la République (en catalan : Regiment de la cosa pública) est un livre contenant la pensée politique de Francesc Eiximenis, écrit en catalan à Valence en 1383.

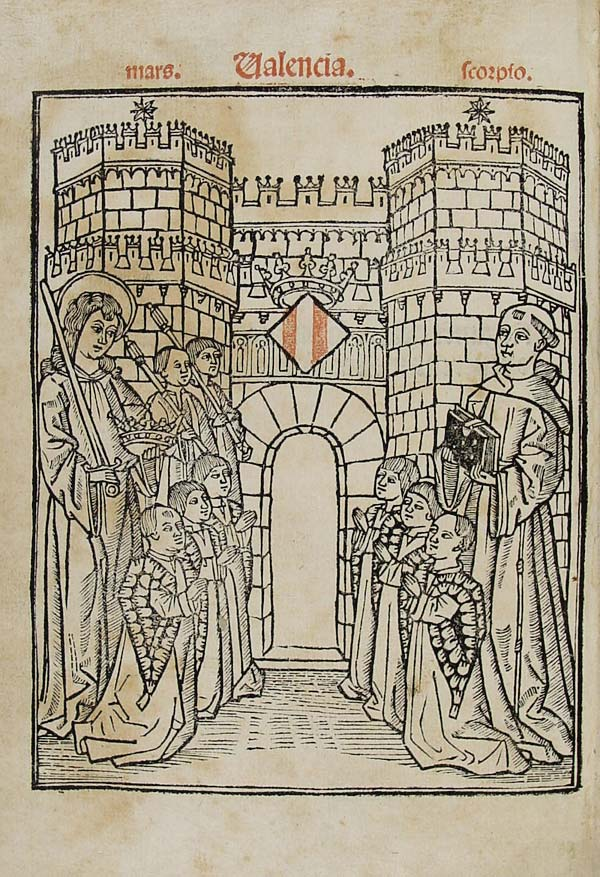
Couverture de l'édition incunable du Regiment de la Cosa Pública (Valence, Cristòfor Cofman, 1499). À droite on peut voir Francesc Eiximenis. Il offre son livre aux jurats (représentants de la cité de Valence), qui sont agenouillés.

## Présentation
L'expérience d'Eiximenis dans l'organisation de la Couronne catalano-aragonaise fut un élément décisif pour la considération qu'il porte à la ville comme unité politique fondamentale. Ce trait de sa théorie politique et le sceau augustino-thomiste qui la marque oblige à le considérer comme un auteur tout à fait orthodoxe de la pensée classique, inséré dans le cadre de la pensée sociale du Moyen Âge. Les spécialistes de son œuvre en sont d'accord,. Mais il n'expose cette théorie classique que pour s'opposer aux prétentions des monarques de son temps et aux ambitions de la bourgeoisie naissante. Ce faisant, il se pose en défenseur de la chose publique. C'est pourquoi on a attribué à cette pensée des traits propres de la Renaissance (Giner, 1990[réf. nécessaire]) et même un caractère démocratique et proto-républicain.

## Traduction en français
- Le Gouvernement de la République, traduction du catalan de Patrick Gifreu (ca), préface de Jean-Pierre Barraqué, Éditions de la Merci en 2012.